# Austrosticta fieldi
Austrosticta fieldi – gatunek ważki z rodziny Isostictidae. Jest endemitem północnej Australii.